# Lothar Ahrendt
Lothar Ahrendt (Erfurt, 1936. március 13. –) német jogász, rendőrtiszt, a Modrow-kormány belügyminisztere, a Német Demokratikus Köztársaság határőrségének utolsó főparancsnoka.

## Pályafutása
Munkáscsaládból származik. Géplakatosnak tanult. 1953-ban belépett a Német Demokratikus Köztársaság Népi Rendőrségének állományába. A Német Szocialista Egységpártnak 1957-ben vált tagjává. A Népi Rendőrség Karl Liebknecht főiskolájának államtudományi szakát 1968-ban végezte el, ezt követően Berlin-Köpenick felügyelőségének parancsnok-helyettese, majd főhadnagyi rangban Berlin-Mitte felügyelőségének parancsnoka. 1978 és 1983 között a berlini főfelügyelőség helyettes parancsnoka. 1981 és 1984 között a Német Szocialista Egységpárt berlini pártszervezetének elnökségi tagjelöltje. 1983-tól vezérőrnagyi rangban az NDK belügyminiszter-helyettese. 1986-ban altábornaggyá léptetik elő. 1986 és 1989 között az NSzEP Központi Bizottságának tagjelöltje. 1989 novembere és 1990 márciusa között a Modrow-kormány belügyminisztere, majd Németország újraegyesítéséig az NDK határőrségének főparancsnoka volt.

## Fordítás
- Ez a szócikk részben vagy egészben a Lothar Ahrendt című német Wikipédia-szócikk fordításán alapul.  Az eredeti cikk szerkesztőit annak laptörténete sorolja fel. Ez a jelzés csupán a megfogalmazás eredetét és a szerzői jogokat jelzi, nem szolgál a cikkben szereplő információk forrásmegjelöléseként.